# 覺羅拜山
拜山，愛新覺羅氏，通稱觉罗拜山（？—1627年），满洲镶黄旗人，清景祖五弟包朗阿的曾孙。

## 生平
天命六年（1621年），拜山随清太祖努尔哈赤伐明，攻沈阳，遭遇明军阻击。拜山迎战，亲斩副将一员，因此得到“秃尾狼”的绰号。努尔哈赤平定辽东后，授拜山游击之职。天聪元年（1627年），拜山随清太宗皇太极伐明，大军攻锦州未下，遂移师攻宁远。锦州明军趁机出城追击，拜山与牛录额真巴希殿后还击，不敌战死。拜山死后，清太宗亲临其丧，酹酒哭之，赐人户、牲畜，赠三等男。

## 家庭
- 曾祖清景祖五弟包朗阿。
- 妻葉赫納喇氏顧盧布貝勒之女。
- 子顾纳岱，袭爵，阵亡。
- 孙三等伯莫洛浑，阵亡。

## 延伸阅读
[在维基数据编辑]
 《清史稿/卷226》，出自趙爾巽《清史稿》